# Gueli Korjev
Gueli Korjev (en russe : Гелий Михайлович Коржев) est un peintre russe né le 7 juillet 1925 à Moscou, République Socialiste Fédérative Soviétique de Russie et mort le 27 août 2012 à Moscou, Russie. 
Originaire de Moscou, Korjev est particulièrement connu pour son œuvre militante qui s'apparente au réalisme artistique prôné en son temps par l'État soviétique,. Il est l'un des représentants du style sévère qui naît dans les années 1950 ; l'une de ses réalisations les plus connues est le triptyque Communistes peint en 1960. Communiste convaincu, Korjev n'admet pas la chute du système soviétique qui intervient à la fin des années 1980 et son œuvre tardive, habitée de monstres et de mutants qui peuvent évoquer le travail de Jérôme Bosch, illustre sa critique du monde capitaliste dans lequel il vit désormais. Il intègre également à ses tableaux plus tardifs une influence de thèmes bibliques.

## Quelques œuvres

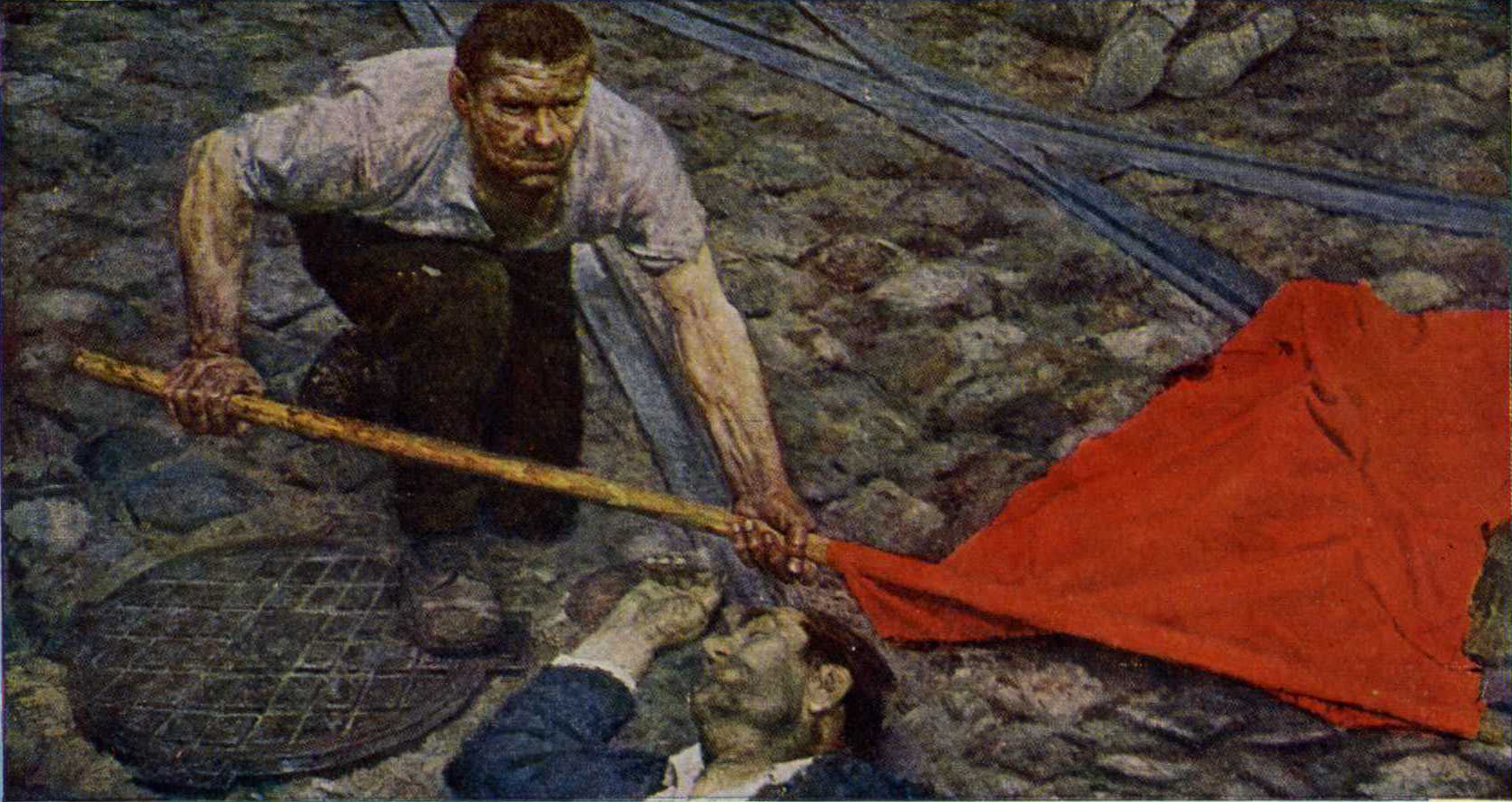
Le drapeau appartient au triptyque Communistes, 1960.
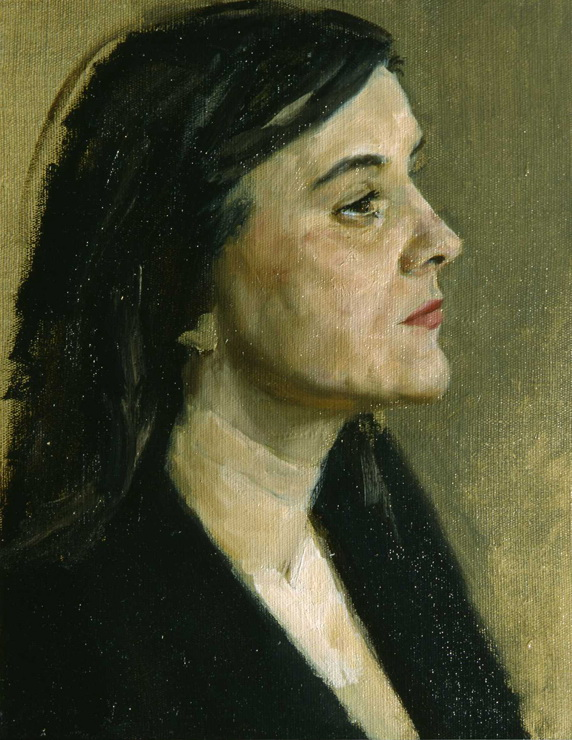
Portrait de Kiry, 1961.
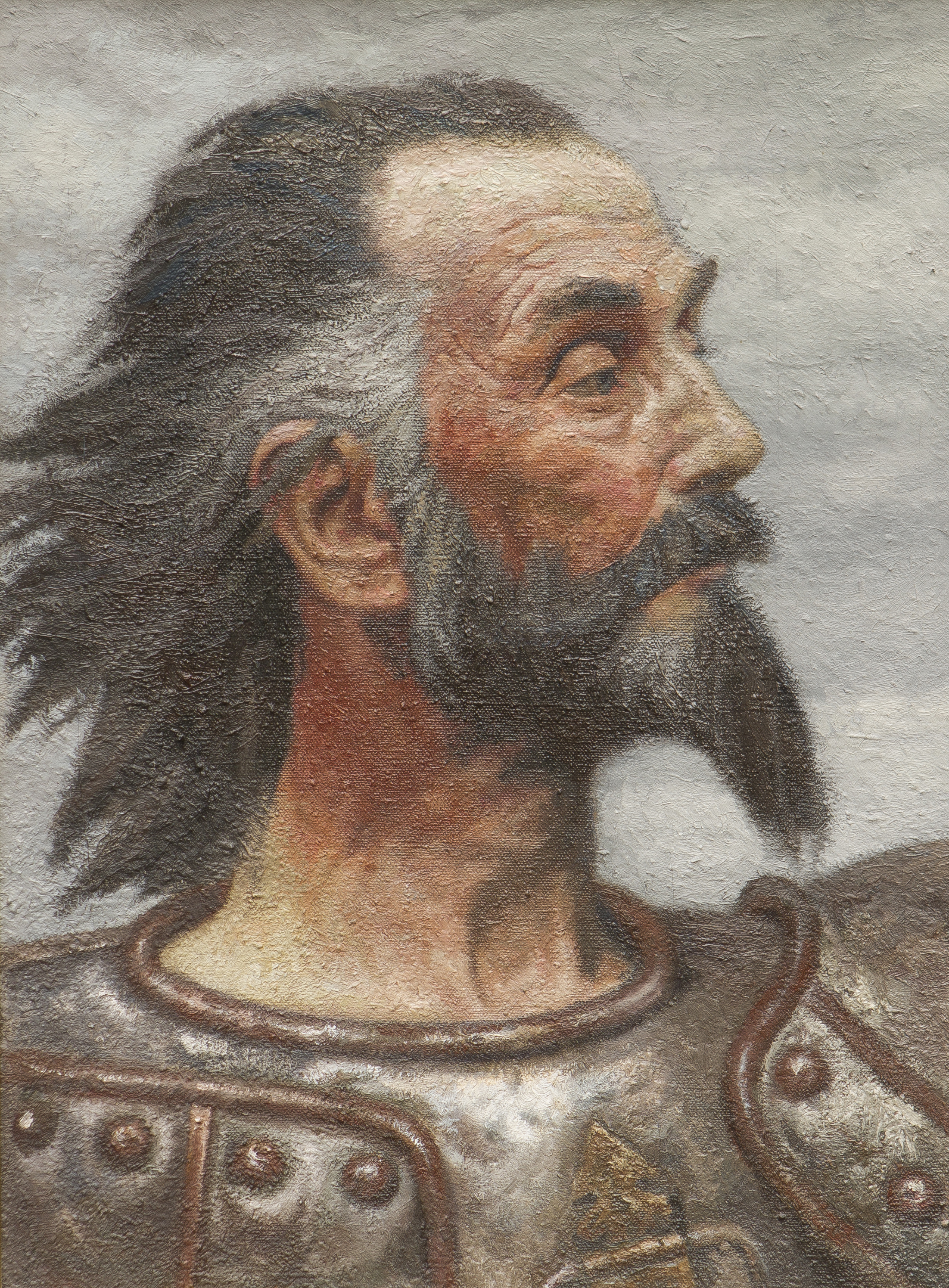
Don Quichotte, 1986 (détail).

- Le drapeau, 156 × 290 cm, partie centrale du triptyque Communistes est complété à droite par L'internationale, 290 × 130 cm, et à gauche par Homère, 290 × 130 cm. L'ensemble est exposé au Musée Russe à Saint Petersbourg.